# Serrata raoulica
Serrata raoulica är en snäckart som beskrevs av B.A. Marshall 2004. Serrata raoulica ingår i släktet Serrata och familjen Marginellidae. Inga underarter finns listade i Catalogue of Life.